# Gooise r
De Gooise r is de uitspraak van het foneem /r/ zoals men die, althans in naam, vooral in de Nederlandse streek het Gooi (provincie Noord-Holland) bezigt. Tegenwoordig is dit echter een wijdverbreide allofone variatie van dit foneem, die vooral in de Nederlandse media en in de Randstad voorkomt en in sommige andere delen van Nederland. Het betreft hier overigens niet iets dat typisch is voor het Gooise dialect zoals dat oorspronkelijk werd gesproken.
Voor een klinker wordt de klank als een huig-r gerealiseerd, of soms als alveolaire tril of tap ([r]/[ɾ]). Voor medeklinkers en aan het eind van een frase treedt een tong-r (approximant) op die niet trilt: [ɹ]: daajdooj), of zelfs volledig geëlideerd wordt (daadoo). Wanneer men het heeft over de Gooise r gaat het dan ook vaak over deze klank. De onhoorbare r behoudt dan echter wel de normale invloed op omliggende klanken, die sterk kan zijn (weet/weer, dood/door) of zwak (daad/daar). Een zodanig gevormd daadoo heeft in de optiek van fonetici dan ook heel andere klinkers dan halo.
De Gooise r is sterk sociolectisch gebonden. Ze wordt eerder met de Randstad dan met andere delen van het Nederlands taalgebied, eerder met jongeren dan met ouderen, eerder met hogere dan met lagere sociale klassen en eerder met vrouwen dan met mannen geassocieerd. In de volksmond spreekt men van koude kak zodra iemand, al dan niet geforceerd, met een Gooise R spreekt.